# Stichophthalma nurinissa
Stichophthalma nurinissa är en fjärilsart som beskrevs av De Nicéville 1890. Stichophthalma nurinissa ingår i släktet Stichophthalma och familjen praktfjärilar. Inga underarter finns listade i Catalogue of Life.